# 维勒讷沃 (弗里堡州)

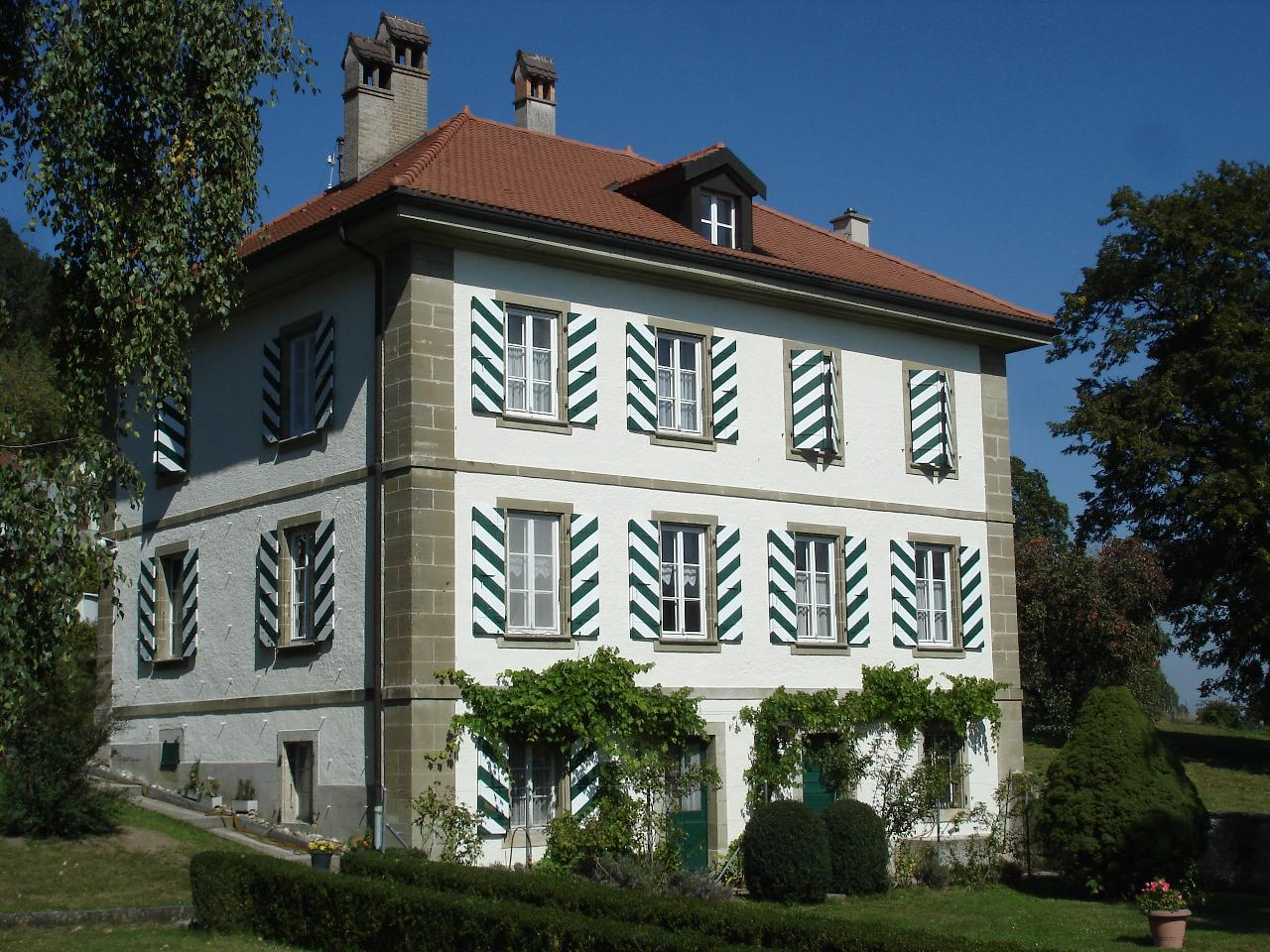

维勒讷沃（法语：Villeneuve）是瑞士的城鎮，位於該國西部，距離帕耶訥10公里，由弗里堡州負責管轄，面積3.53平方公里，海拔高度481米，2010年人口327，其中六成居民信奉羅馬天主教。